# Colle de poisson
La colle de poisson, ou ichtyocolle, est une colle aux nombreux usages, y compris alimentaires. 
Syndetikon était le nom d'une colle universelle produite en Allemagne par Otto Ring & Co., adhésif visqueux à base de colle de poisson fabriquée depuis 1880. 

## Obtention
Il en existe deux types : la colle de poisson obtenue en faisant fondre dans l'eau, de la peau, des têtes et des arêtes de poissons. Utilisée pour les collages divers. 
La colle de poisson obtenue des vessies natatoires d'esturgeon (très riche en collagène, 86 à 93 %) fut pendant longtemps importée de Russie grâce aux esturgeons communs de la Volga et remontant le Danube.
La colle de poisson obtenue des vessies natatoires d'esturgeon est aujourd'hui difficilement trouvable.

## Utilisations

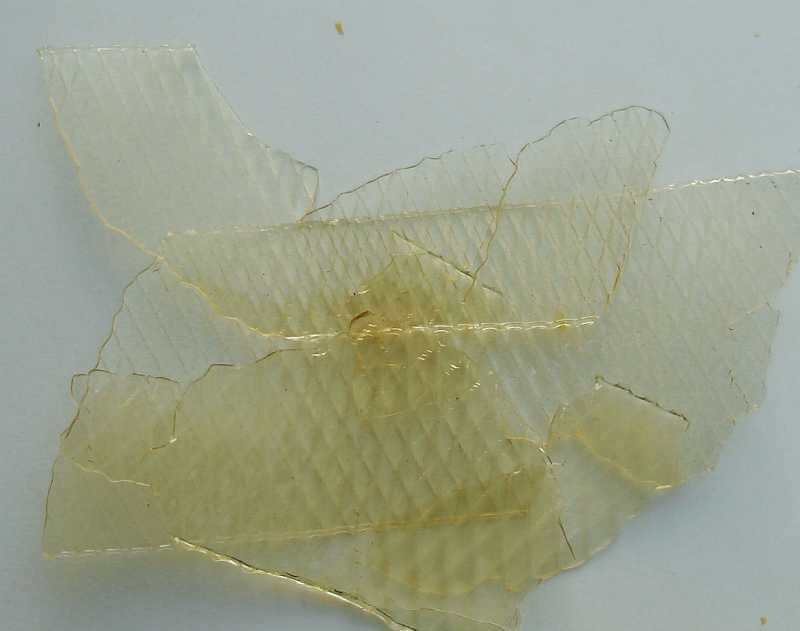
Colle de poisson sous forme de feuilles de gélatine.

### Collage du bois
Elle doit être diluée dans 30 à 50 % de son poids d'eau. Les éléments doivent être tenus serrés 24 h, temps nécessaire au séchage. De couleur jaune, elle ne tache pas le bois et brunit au séchage. De bon pouvoir adhérent, elle sèche lentement et son collage est réversible (avec un mélange alcool et eau).
Elle est utilisée pour les assemblages, en particulier des instruments de musique, des arcs traditionnels et, en ébénisterie, pour la marqueterie de métal (collage de l'écaille de tortue et des motifs en laiton sur le bois).
La colle de poisson des frères Nordin et la colle Laverdure sont encore fabriquées et commercialisées. Elles sont utilisées pour le collage de matériaux traditionnels tels que la faïence, la porcelaine, le verre, le cuir, le bois et les métaux sur bois, la restauration des meubles en bois tout particulièrement les sièges, les placages et la marqueterie.

### Peinture
Elle est utilisée comme colle à froid ainsi que chargée de pigments ou de poudre de bois. Au Japon, elle est utilisée dans la peinture traditionnelle et se nomme Nikawa.

### Conservation des aliments
La colle de poisson était vraisemblablement utilisée au début du 20e siècle pour conserver certains aliments: ainsi dans son roman Étés anglais, la saga des Cazalet, Elizabeth Jane Howard cite « de la colle de poisson pour conserver les œufs »  parmi la liste des achats qu’envisage la maîtresse de maison à la veille du déclenchement de la seconde guerre mondiale au Royaume-Uni.

### Œnologie
La colle de poisson est utilisée pour coller les vins blancs et certains rosés.
Dans cette utilisation pour clarifier les boissons, la colle est souvent associée à de la bentonite.

### Brasserie
De même qu'en œnologie, la colle de poisson (ou ichtyocolle), est utilisée, en particulier par la société irlandaise Guinness, depuis 256 ans, pour filtrer et éclaircir ses bières brunes (stout), en éliminant ainsi les levures excédentaires.
Ce sont les véganes, amateurs de cette marque, qui ont mis à disposition depuis Manchester une pétition en ligne, sur la plateforme Change.org, signée par 1 715 végétaliens, amateurs de bière, dont le chanteur Tom Jones, pour inciter la brasserie à utiliser un procédé de filtration alternatif. 
Le 31 octobre 2015, la société Guinness a indiqué dans le quotidien The Times, qu'elle allait abandonner ce procédé en 2016 et rendre ainsi ses bières, « compatibles » pour les véganes,.

## Historique

### Utilisation en colle
Connue depuis l'Antiquité, elle servait de colle universelle pour les petits travaux, adhésif pour les dorures des miniatures au Moyen Âge, les icônes, la confection de tempera au XVe siècle, l'encollage du papier à partir du XVIIe siècle, les fixées sous verre. Elle était souvent préférée à la colle de peau[réf. souhaitée].
En 1775, Jacques-Christophe Valmont de Bomare décrit l'ichtyocolle : 
« La propriété dépurative de la véritable ichtyocolle dépend principalement d'une division fine & mécanique de ses parties & non d'une dissolution; l’issin glass ou ichtyocolle n'est autre chose que certaines parties membraneuses du poisson, dépouillées de leur mucosité naturelle, roulées, tordues dans les formes qu'on lui connoît, & séchée à l'air. La tunique intérieure des vessies aériennes d'esturgeons, des poissons d'eau douce sont les plus recherchées, parce que suivant M. Chevalier, ce sont les substances les plus délicates, les plus flexibles & les plus transparentes, celles en un mot qui produisent les plus fines espèces d’issin-glass : celles qu'on appelle colle de poisson ordinaire, se retirent des entrailles & probablement du péritoine de ces poissons : le beluga si commun dans toutes les rivières de Moscovie, en fournit une grande quantité, ainsi que des poissons de la mer Caspienne & dans plusieurs cantons au-delà d'Astracan, dans le Wolga, l'Yak, le Don, & même jusques dans la Sibérie, où on les connoît sous le nom de kle ou kla. On ne doit on employer les vessies aériennes que retirées du poisson encore frais : on les ouvre pour les dépouiller par le lavage dans de l'eau de chaux très-légère, de toute la matière gluante qui les enduit : on en retire aussi entièrement la fine membrane qui les recouvre, puis on les expose à l'air pour y sécher peu à peu. Alors on les moule de l'épaisseur du doigt & de la longueur requise. […]

L'on voit quelquefois une espèce de colle de poisson nommée livre, parce qu'elle ressemble à l'extérieur à la couverture d'un livre, elle est faite de membranes grossieres & difficiles à manier. L’espèce de colle de poison appelée gâteau, est faite des débris de celle en gros cordons, & pour leur donner cette forme de gâteau, on est obligé d'y joindre un peu d'eau qu'on fait chauffer suffisamment dans un vase de métal fort plat, alors tous les débris se réunissent en se desséchant; mais ce gâteau ne peut servir de dépuratif, il a subi une espèce de dissolution. On ne peut guère faire avec profit la belle colle de poisson qu'en été; la gelée lui fait prendre une couleur désagréable, diminue son poids, & altère ses principes gélatineux. Quand on fait usage de la colle de poisson pour clarifier des vins, les coller, on doit prendre garde qu'il n'y ait des dépouilles d'insectes qui pourroient gâter le vin. »
— J.-C. Valmont de Bomare, Dictionnaire raisonné d’histoire naturelle, § Ichtyocolle
Son utilisation a été peu à peu abandonnée au début du XXe siècle sauf pour la marqueterie et les restaurations suivant les méthodes traditionnelles. Aujourd'hui en France, seuls quelques designers continuent à utiliser la colle de poisson en particulier pour les assembles de bois et d'acier.

### Utilisation en cuisine
Au début du XIXe siècle, elle était utilisée pour la réalisation d'entremets. Sa mise en œuvre est décrite par Marie-Antoine Carême dans Le pâtissier royal parisien ou Traité élémentaire et pratique de la pâtisserie ancienne et moderne.

## Étymologie
Ichtys signifie "poisson" en grec ancien.